# Č
Č je četrta črka slovenske abecede.
Črka Č se pojavlja v abecedah naslednjih jezikov: bošnjaščina, hrvaščina, srbščina, češčina, slovaščina, latvijščina, litvanščina, slovenščina.

## PomeniČ

### Računalništvo
Znaka Č (in č) ni v angleški abecedi, zato so (bile) s kodiranjem teh znakov v računalništvu precejšnje težave. Spodaj so najbolj znani kodni nabori in desetiške kode znakov (za Unicode so vrednosti šestnajstiške).
|      | JUS I.B1.002 |       |        | ISO 8859-2 | ISO 10646 |
| Znak | YUSCII       | CP852 | CP1250 | Latin2     | Unicode   |
| Č    | 94           | 172   | 200    | 200        | U+010C    |
| č    | 126          | 159   | 232    | 232        | U+010D    |

Pri urejanju HTML je posamezen znak moč zapisati tako, da ga zapišemo v obliki &#xxx; kjer je xxx desetiška koda znaka.
- Č &#268;
- č &#269;